# Тимеа Бабош
Тимеа Бабош (мађ. Tímea Babos; рођена 10. маја 1993. у Шопрону) мађарска је тенисерка.
Почела је да тренира тенис са 8 година. Први ВТА турнир је освојила у Монтереју у фебруару 2012. године, победом 6:4, 6:4 над Румунком Александром Каданцу. Том победом је ушла у топ 100, скочивши са 107. на 68. место ВТА листе.
Тренери су јој отац Чава Бабош и Левенте Баратоши. Тениски узор јој је Јелена Дементјева.

## Стил игре
Бабош игра десном руком дворучни бекхенд. Игра агресивно и нападачки. Омиљена јој је тврда подлога.